# Кизилжарський сільський округ (Кербулацький район)
Кизилжа́рський сільський округ (каз. Қызылжар ауылдық округі, рос. Кызылжарский сельский округ) — адміністративна одиниця у складі Кербулацького району Жетисуської області Казахстану. Адміністративний центр — село Кизилжар.
Населення — 1723 особи (2021; 1958 у 2009, 2227 у 1999, 2516 у 1989).
Станом на 1989 рік існувала Кизилжарська сільська рада (села Желдикара, Кизилжар, Шилісу).

## Склад
До складу округу входять такі населені пункти:
| Населений пункт | Населення, осіб (1989) | Населення, осіб (1999) | Населення, осіб (2009) | Населення, осіб (2021) |
| --------------- | ---------------------- | ---------------------- | ---------------------- | ---------------------- |
| Аксункар, село  | -                      | 14                     | 48                     | 12                     |
| Желдікара, село | 158                    | 120                    | 126                    | 33                     |
| Кизилжар, село  | 2116                   | 1826                   | 1564                   | 1461                   |
| Шилісу, село    | 242                    | 267                    | 220                    | 217                    |